# Salix tweedyi
Salix tweedyi — вид квіткових рослин із родини вербових (Salicaceae).

## Морфологічна характеристика
Рослина 1–3 метри. Гілки червоно-коричневі, не сизі, ворсинчасті до майже голих; гілочки жовто-коричневі, (іноді сильно сизуваті), волосисті чи помірно ворсинчасті. Листки: найбільша листкова пластина від еліптичної до широко еліптичної; краї потовщені, зубчасті чи шипасто-пилчасті (іноді відсутні зубці, краї зі сферичними залозами); верхівка загострена, гостра чи опукла; абаксіальна (низ) поверхня сіра чи ні, волосинчаста чи ворсинчаста; адаксіальна поверхня тьмяна, від ворсистої чи ворсинчастої до майже голої; молода пластинка зелена, гола, волосиста чи помірно ворсинчаста абаксіально, волоски білі. Сережки розквітають до появи листя; тичинкові 39–56 × 14–22 мм, маточкові (110 у плоді) × 13–22 мм. Коробочка 4–7 мм. Цвітіння: липень.

## Середовище проживання
Канада (Британська Колумбія) і США (Айдахо, Монтана, Вашингтон, Вайомінг). Населяє субальпійські та альпійські місцевості, береги річок і низини, береги озер, болота, смерекові болота, осипи, тундру, кварцитові, гранітні, іноді вапнякові субстрати; 1400–4000 метрів.